# Quai des Orfèvres (Paris)
Der Quai des Orfèvres ist eine Straße am Seineufer auf der Île de la Cité im 1. Arrondissement von Paris.

## Lage
Der Quai des Orfèvres führt als Einbahnstraße von der Pont Neuf zur Pont Saint-Michel.
Im Jahr 2023 ist der Kai, der nur 11 Wohnhäuser hat, laut einer Recherche des Le Parisien die teuerste Straße in Paris.

## Namensursprung
Der Name wurde dem westlichen Teil des heutigen Quai des Orfèvres (erbaut von 1580 bis 1643) nach seiner Fertigstellung zugewiesen, da hier Goldschmiede und Juweliere ansässig waren.

## Geschichte
Der heutige Quai des Orfèvres entstand 1807 durch das Zusammenlegen zweier zunächst unterschiedlicher Straßen, die in Ost-West-Richtung und parallel zur Seine verlaufen und auf beiden Seiten der alten Rue de Jerusalem (die 1883 verschwunden ist) liegen; das südliche Ende lag bei der heutigen Nr. 38.

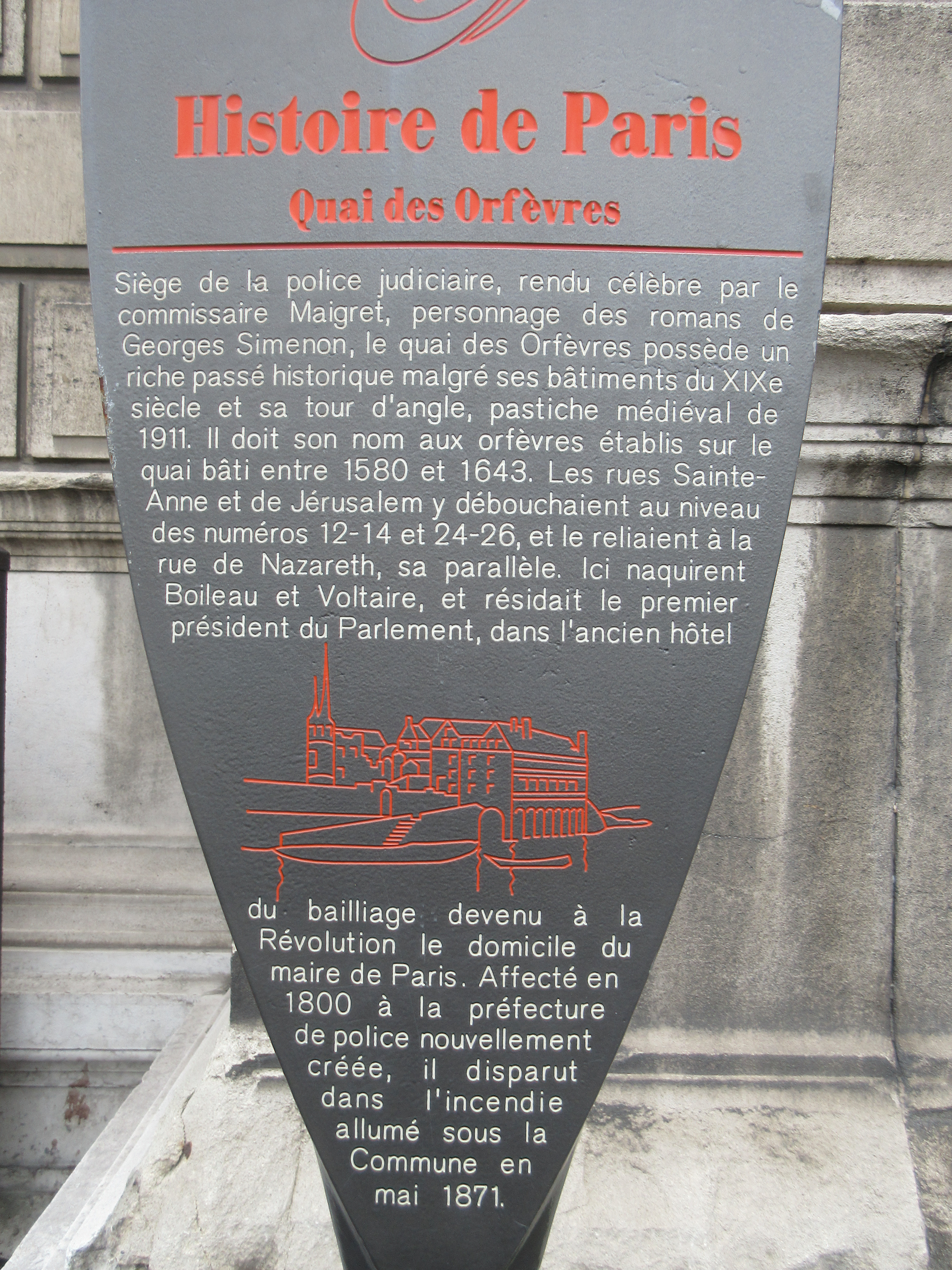
Historische Tafel

Bis zum 16. Jahrhunderts endete die Île de la Cité am Palais de la Cité. Weiter nördlich lagen drei Schwemmlandinseln: die Îlot du Passeur aux Vaches („Insel der Kühe“), die Île à la Gourdaine („Insel des Patriarchen“) und die Île aux Juifs („Insel der Juden“). Zwischen der Seine und den Mauern, die den Palast und seinen Garten umgaben, befand sich ein abschüssiges Gelände.
Im Jahr 1578 wurde beschlossen, einen neuen Übergang über die Seine, den Pont Neuf, zu bauen. Die drei Inseln wurden also mit der Île de la Cité verbunden. Damit begann 1580 der Bau des Quai des Orfèvres und des Quai de l’Horloge. Nach der Fertigstellung 1643 verband der Kai die Rue de Jérusalem mit der Pont Neuf. Schon damals erhielt die neue Straße den Namen, den sie noch heute trägt. Daran hat sich auch nichts geändert, mit Ausnahme der Revolutionszeit, in der die Straße „Quai du Midi“ hieß, bevor sie unter Napoleon I. wieder ihren ursprünglichen Namen erhielt.
Ab 1811 wurde die Umgestaltung der Straße fortgesetzt, als der Polizeipräfekt durch kaiserlichen Erlass vom 18. September 1811 zur Organisation des Feuerwehrbataillons angewiesen wurde, zwei an den Hauptbau der Feuerwehr angrenzende Häuser zu beschlagnahmen. Sie lagen bereits in der Nähe des Pariser Polizeipräsidium, das sich damals im ehemaligen Gebäude der ersten Parlamentspräsidenten am Ende der engen Rue de Jerusalem befand.
Erst 1871 übernahm das Pariser Polizeipräsidium das neue Gebäude. Obwohl es bereits im Jahr 1800 erbaut wurde, befand sich das Gebäude bis 1871 im ehemaligen Gebäude der ersten Präsidenten des Parlement de Paris. Nach dem Brand des Gebäudes, der von den Kommunarden im Jahr 1871 gelegt wurde, stellte Jules Ferry einen Teil der rekonstruierten Palais de Justice der Kriminalpolizei zur Verfügung: 36, Quai des Orfèvres.
1904 wurden die Bewohner des ehemaligen Viertels der Chanoines enteignet, um die Räumlichkeiten des Pariser Obergerichts zu errichten, dessen Pläne Albert Tournaire anvertraut wurden. Alle Häuser im Viereck Boulevard du Palais – Rue de la Sainte-Chapelle – Rue Mathieu-Moulé (ehemals Rue Sainte-Anne-en-la-Cité) – Quai des Orfèvres wurden 1907 abgerissen. Die Arbeiten waren 1914 abgeschlossen.

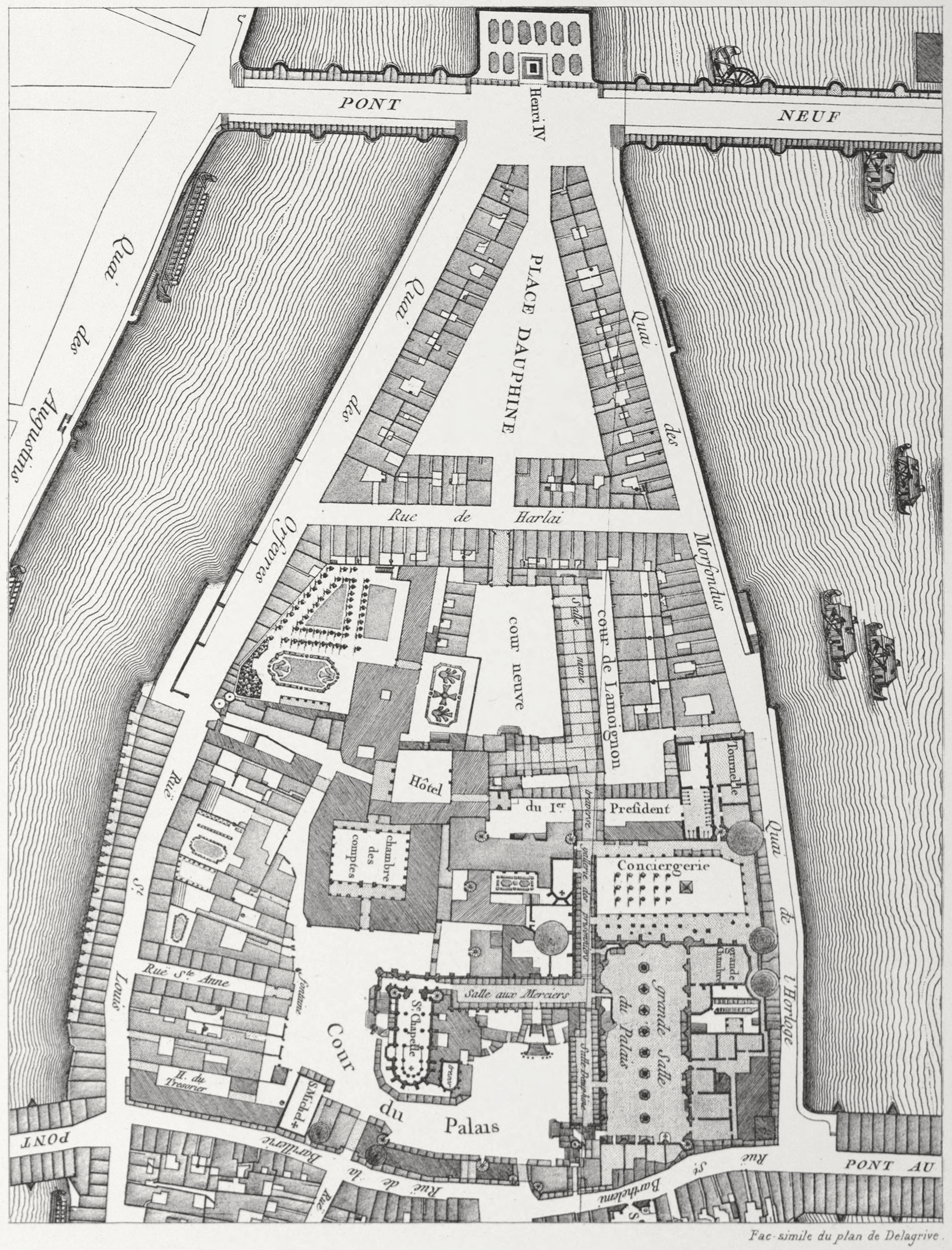
Rue Saint-Louis und Quai des Orfèvres, 1754
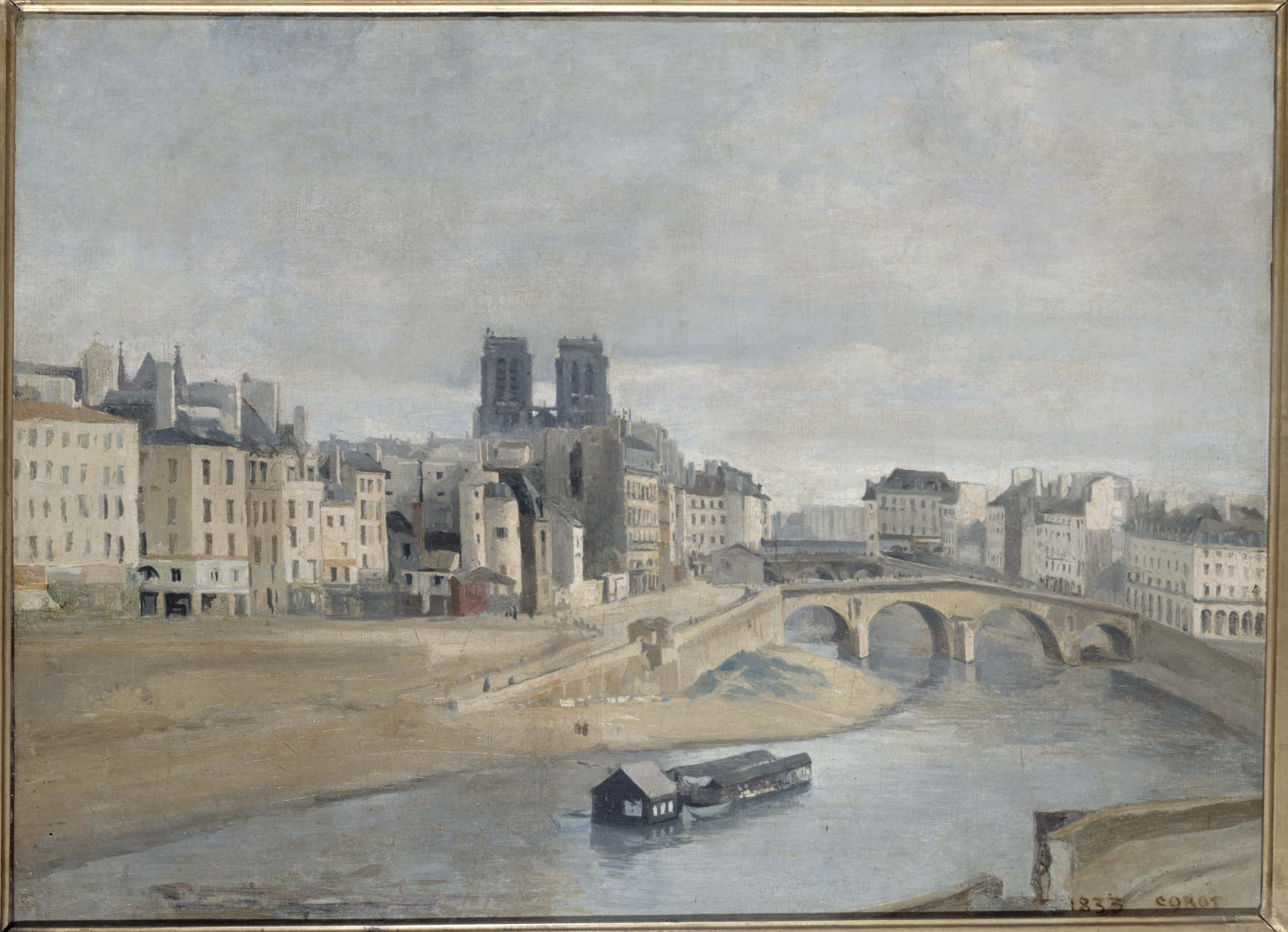
Camille Corot, Quai des Orfèvres und Pont Saint-Michel, 1833 (vor Abriss des Palais de Justice)
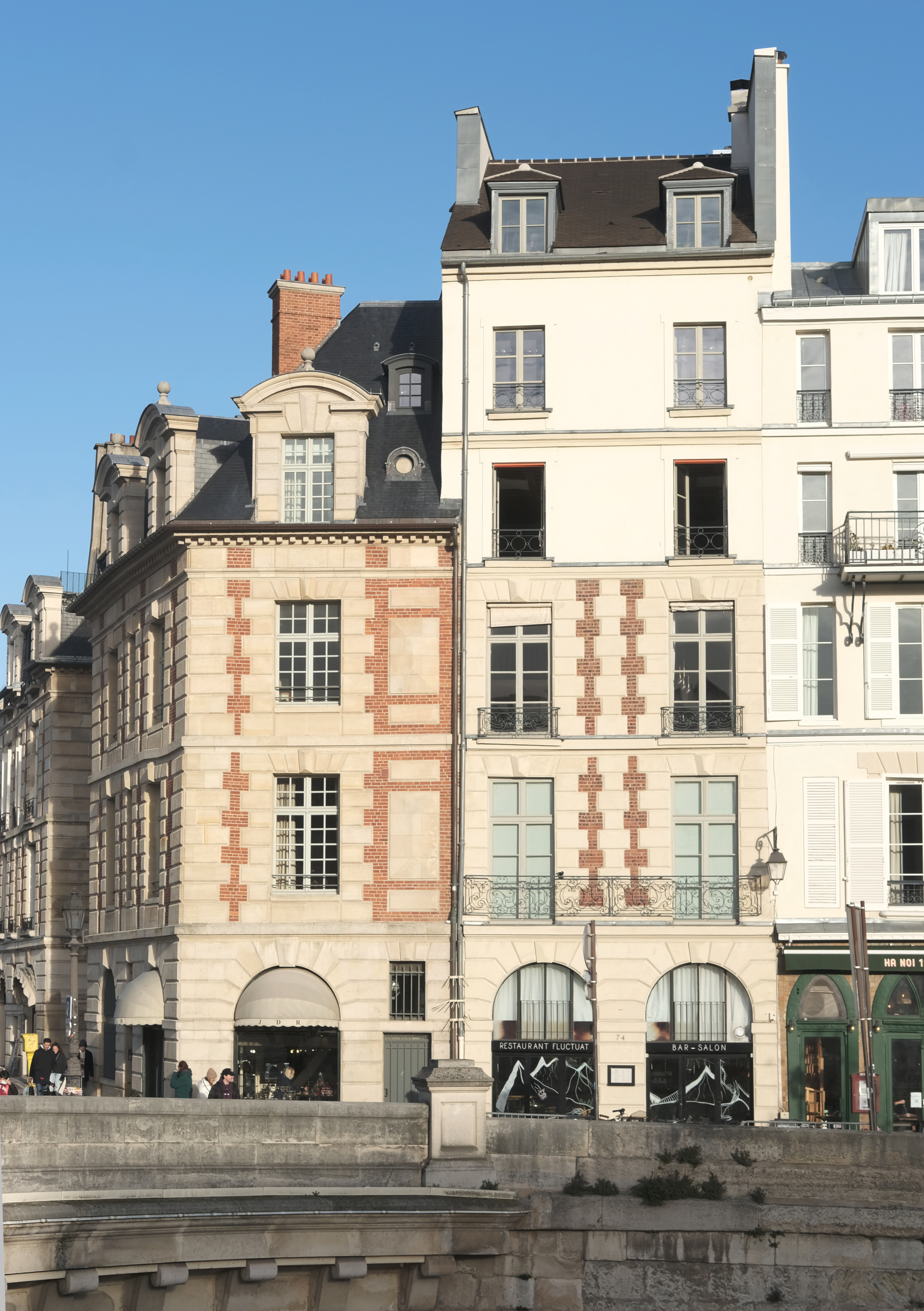
Nr. 74
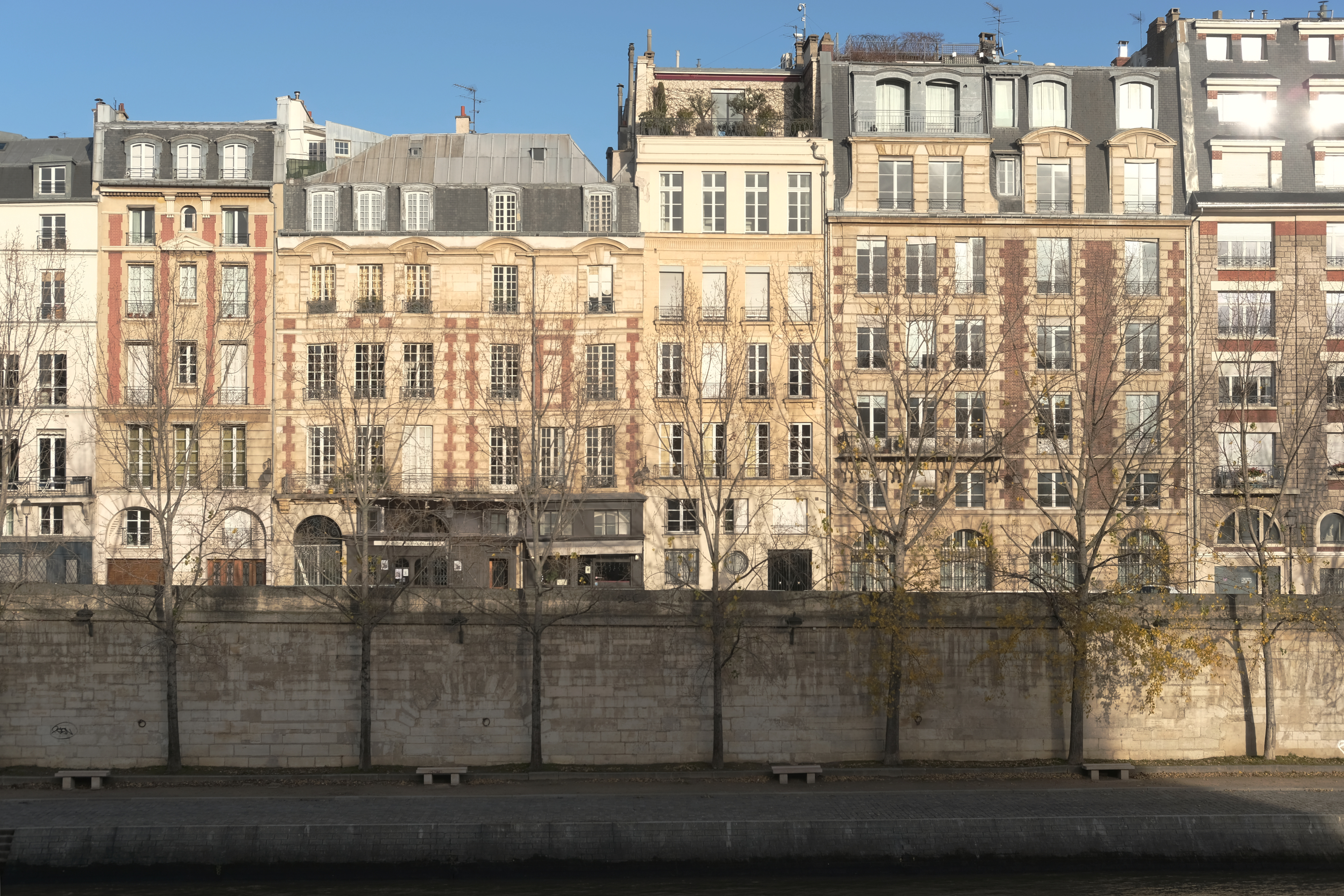
Typische Häuser am Quai des Orfèvres

## Sehenswürdigkeiten
- Nr. 36: Palais de Justice
- Nr. 68: Ehemalige Buchhandlung und Verlag (1948 bis 1988) von Martin Flinker (1895–1986) und seinem Sohn Karl Flinker.